# کپسول بومن
کپسول بومن یا پوشینه بومن (به انگلیسی: Bowman's capsule)، کپسول کروی‌شکلی(قیفی شکلی) که کلافک‌های (گلومرول‌های یا همان شبکه‌های مویرگی گلومرولی ) کلیه را می‌پوشاند. هر نفرون(گردیزه) از کپسول بومن (در ابتدای نفرون) ، لوله پیچ خورده نزدیک، لوله(قوس) هنله، لوله پیچ خورده دور تشکیل شده‌است. کپسول بومن از دو لایه (دیواره) خارجی (بیرونی) و داخلی تشکیل شده‌است. 
دیواره داخلی کپسول بومن از جنس بافت پوششی پودوسیت ( یاخته‌های پادار ، رشته‌های کوتاه و پا مانند ) تشکیل شده‌است . دیواره بیرونی کپسول بومن نیز از بافت پوششی سنگفرشی ساده ( یک لایه ) تشکیل گردیده است.
ما می دانیم منشا ادرار از خون است بنابراین ارتباط بین رگ‌های خونی و گردیزه‌ها از طریق شبکه‌های مویرگی برقرار می‌شود در ادامه نحوه شکل گیری، نقش و محل این شبکه‌های مویرگی را به تفضیل توضیح می دهیم : 
به هر کلیه یک سرخرگ وارد می‌شود ( از طریق ناف کلیه ) سپس انشعابات آن از فضای بین هرم‌های کلیه عبور کرده تا به بخش قشری کلیه برسند ( حدود 80% نفرون‌ها در بخش قشری کلیه واقع اند) . به هر نفرون (گردیزه) یک سرخرگ آوران ( انشعابی از سرخرگ کلیه ) وارد می‌شود.
سرخرگ آوران ( که خون روشن دارد ) وارد کپسول بومن شده در آن جا شبکه مویرگی گلومرولی ( شبکه مویرگی اول یا کلافک ) را می سازد. سپس سرخرگی به نام سرخرگ وابران از شبکه مویرگی گلومرولی خارج شده کپسول بومن را ترک می‌کند و با پیچیدن در اطراف لول‌های پیچ خورده نزدیک و دور و لوله هنله شبکه مویرگی دوم ( شبکه مویرگی دور لوله‌ای ) را می سازد . شبکه مویرگی گلومرولی کار تراوش مواد پلاسما در کپسول بومن و شبکه مویرگی دور لوله‌ای کار بازجذب مواد مفید و ترشح برخی مواد ( یون هیدروژن ، سم‌ها ، برخی داروها ) به نفرون‌ها را انجام می دهد . در پایان، سرخرگ وابرانی که شبکه مویرگی دور لوله‌ای ساخته بود ، به سیاهرگ‌های کوچکی تبدیل گردیده ( دارای خون تیره ) در نهایت سیاهرگ کلیوی را می سازند. 
محل شبکه مویرگی گلومرولی : داخل کپسول بومن / نقش شبکه مویرگی گلومرولی : تراوش مواد پلاسما به داخل کپسول بومن / نوع مویرگ‌های شبکه مویرگی گلومرولی : مویرگ‌های منفذدار 
محل شبکه مویرگی دور لوله‌ای : اطراف لوله‌های پیچ خورده نزدیک و دور و لوله هنله / نقش شبکه مویرگی دور لوله‌ای : ● باز جذب مواد مفید تراوش شده ● ترشح برخی مواد به نفرون‌ها ( مثل +H ، برخی داروها ، سم‌ها و... )  
اگر سرخرگ آوران تنگ شود فشار خون در شبکه مویرگی کلیه کم میشود در نتیجه تراوش و باز جذب و ترشح به انضمام ادرار کاهش می یابد 
اگر سرخرگ وابران تنگ شود 1موجب افزایش فشار خون در گلومرول یا کلافک می شود در نتیجه تراوش بازجذب و مقدار ادرار افزایش می یابد 2 تنگ شدن سرخرگ او
ران  باعث کاهش فشار خون در شبکه مویرگی دور لوله ای میشود در نتیجه ترشح در کلیه کاهش می یابد 
هم ساختار کپسول بومن و هم ساختار شبکه مویرگی گلومرولی برای تراوش مناسب است . چرا کپسول بومن ؟ به دلیل یاخته‌های پودوسیت و شکاف‌های تراوشی متعدد بین آن / چرا شبکه مویرگی گلومرولی ؟ به دلیل وجود مویرگ‌های منفذ دار 
فاصله بین این دو ردیف سلول (از یکسو اندوتلیوم مویرگ و از سوی دیگر سلول‌های اپیتلیوم در کپسول بومن) توسط پرده‌ای به نام غشای پایه پر می‌شود. سلول‌های اپیتلیال در محل توری نیز از یکدیگر فاصله گرفته و روزنه‌های ایجاد می‌کنند که از راه غشای پایه موجود بین سلول‌های اندوتلیوم و اپیتلیوم با روزنه‌های بین سلول‌های اندوتلیوم در ارتباط بوده مسیری را به وجود می‌آورند که پلاسما از راه آن به پوشینه بومن راه می‌یابد.
در کپسول بومن دسته‌ای مویرگ به نام گلومرول وجود دارد که به دیواره کپسول بومن چسبیده‌است. مجموع پوشینه بومن و کلافک را جسم مالپیگی می‌نامند. پلاسما از دیواره این مویرگها و پس از تک لایه یاخته‌ای بافت پوششی دیواره کپسول بومن عبور کرده و در حفره کپسول تجمع می‌یابد تا جریان خود را در بخشهای مختلف نفرون آغاز کند.
مویرگهای کلافکی از نفوذپذیری خیلی بیشتری نسبت به مویرگهای سایر نقاط بدن برخوردار هستند. اپی‌تلیوم پوشینه بومن پایکدار و شکافدار است این شکافها توسط غشای نازکی بسته شده‌اند. غشای کلافکی از عبور آزاد مواد خنثی با قطر بیشتر از ۸ نانومتر جلوگیری می‌کند. بنابراین غشای کلافکی با وجود تراوایی بسیاری که دارد دارای تراوایی انتخابی است.

## نگارخانه

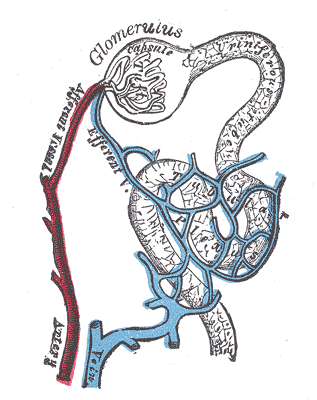
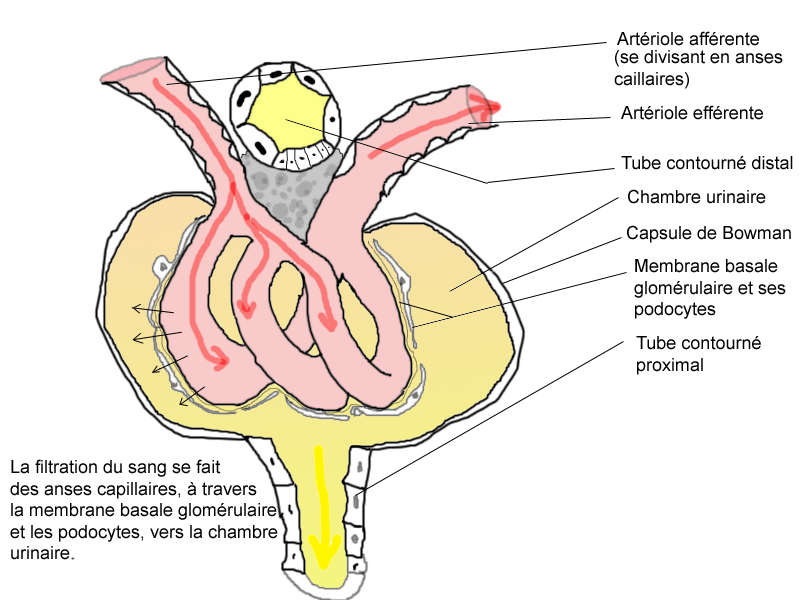